# Newcastle Castle (Newcastle upon Tyne)

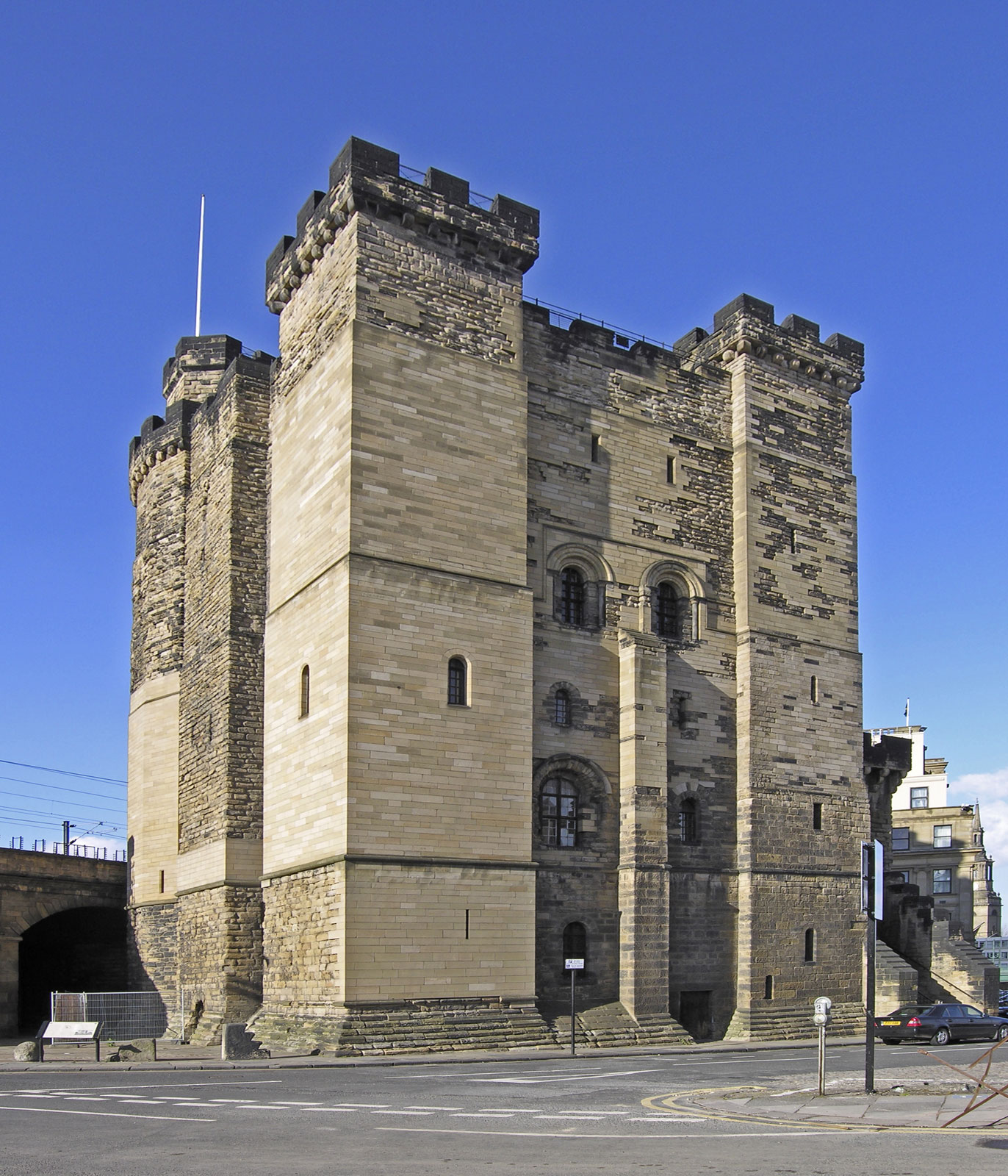
Der Donjon von Newcastle Castle

Newcastle Castle ist eine mittelalterliche Festung in Newcastle upon Tyne in der englischen Grafschaft Tyne and Wear. Sie gab der Stadt ihren Namen. Die wichtigsten, heute noch erhaltenen Gebäude sind der Donjon, Castle Keep genannt, und die befestigte Barbakane namens Black Gate.
Das Gelände wurde bereits von den Römern zum Bau eines Forts und einer Siedlung genutzt. Pons Aelius schützte eine Brücke über den Tyne. Im Jahre 1080 wurde an Stelle des römischen Forts eine Motte errichtet, das New Castle upon Tyne (dt.: neue Burg über dem Tyne). Robert Curthose, der älteste Sohn von Wilhelm dem Eroberer, ließ sie errichten, nachdem er vom Angriff auf Malcolm III. von Schottland nach Süden zurückgekehrt war. Der steinerne Donjon wurde auf Geheiß von Heinrich II. zwischen 1172 und 1177 an Stelle von Curthoses Burg gebaut. Das Black Gate ließ Heinrich III. zwischen 1247 und 1250 hinzufügen.
Die Burg liegt im Zentrum von Newcastle, östlich des Hauptbahnhofes. Die 23 Meter große Lücke zwischen dem Donjon und der Barbakane füllt eine Eisenbahnbrücke fast vollständig aus. Über sie führt die East Coast Main Line von Newcastle nach Schottland. Der Castle Keep und das Black Gate wurden vor dem Bau der Stadtmauer von Newcastle errichtet. Deren Bau begann um 1265 und bezog die Burg nicht ein. Vom römischen Fort und von der ersten Motte ist nichts erhalten geblieben. Der Donjon wurde von English Heritage als historisches Gebäude I. Grades gelistet und gilt als Scheduled Monument.
Donjon und Black Gate werden heute vom Old Newcastle Project als Touristenattraktion Newcastle Castle verwaltet und sind seit dem 21. März 2015 öffentlich zugänglich.

## Frühe Geschichte
Mitte des 2. Jahrhunderts bauten die Römer an der Stelle, an der heute die Stadt Newcastle liegt, die erste Brücke über den Tyne. Die Brücke hieß Pons Aelius (dt.: Brücke des Aelius). Aelius war der Familienname von Kaiser Hadrian, der für den Bau des Hadrianswalls entlang dem Tyne- und Solvaytal verantwortlich war. Die Römer bauten ein Fort zum Schutz der Flussquerung am Fuße der Tyneschlucht. Das Fort lag auf einem Felsvorsprung über der neuen Brücke.
Irgendwann in angelsächsischer Zeit wurde der heutige Ort Newcastle Monkchester genannt. Ende des 7. Jahrhunderts wurde ein Friedhof anstelle des römischen Forts angelegt.

## Normannische Burg
Im Jahre 1080 sandte Wilhelm der Eroberer seinen ältesten Sohn, Robert Curthose, nach Norden, um sein Königreich gegen die Schotten zu verteidigen. Nach seinem Angriff begab sich Robert nach Monkchester und begann mit dem Bau der neuen Burg. Sie wurde in Form einer Motte errichtet, also als hölzerner Turm auf einem Erdwall, der von einem Burggraben und einem Holzpalisadenzaun umgeben war.
1095 erhob sich der Earl of Northumbria, Robert de Mowbray, gegen William Rufus und William schickte eine Armee nach Norden, um die Revolte niederzuschlagen und die Burg einzunehmen. Seit dieser Zeit war die Burg Eigentum der Krone und eine wichtige Basis für den König, die Barone im Norden seines Reiches zu kontrollieren.

## Die neue, steinerne Burg

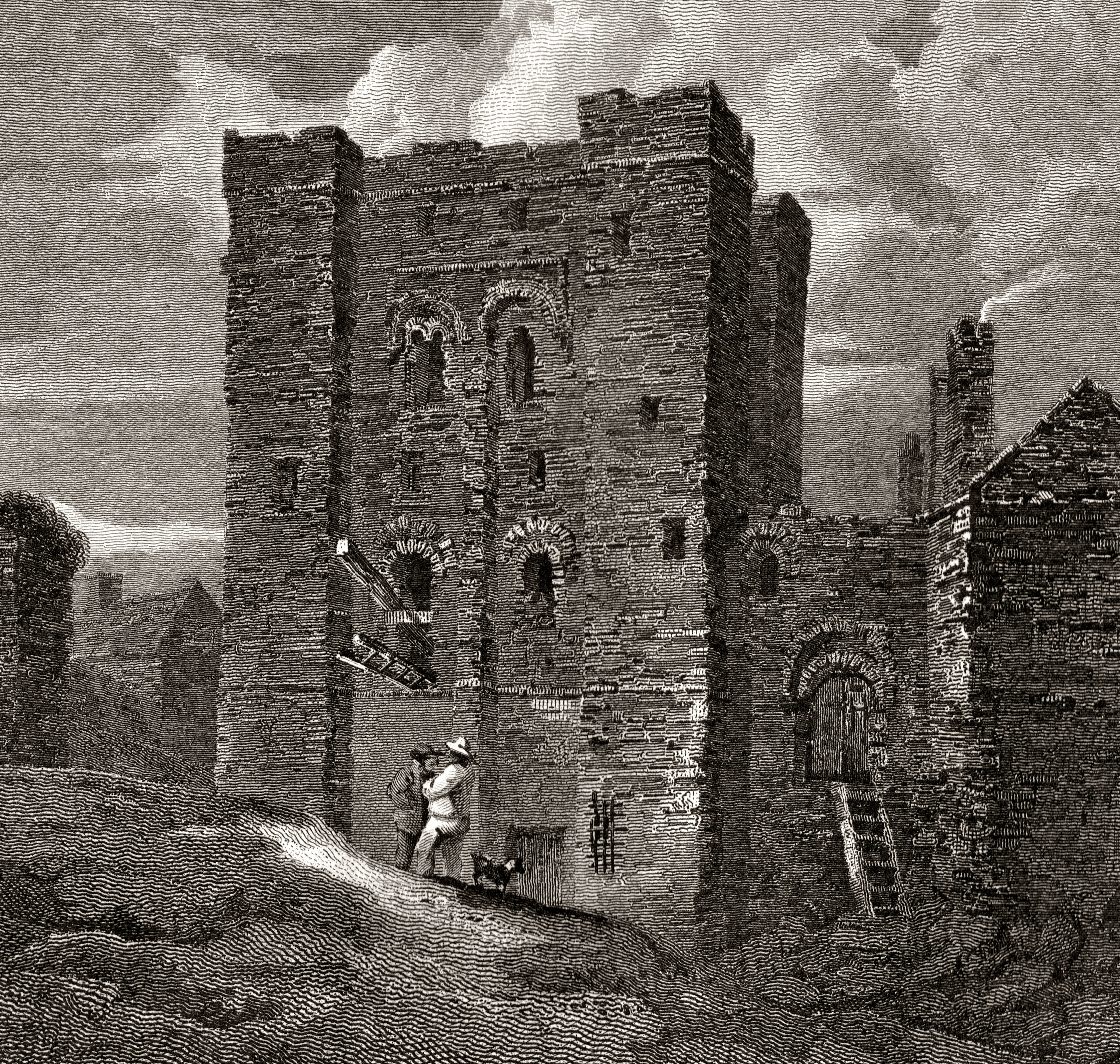
Die Burg im Jahre 1814

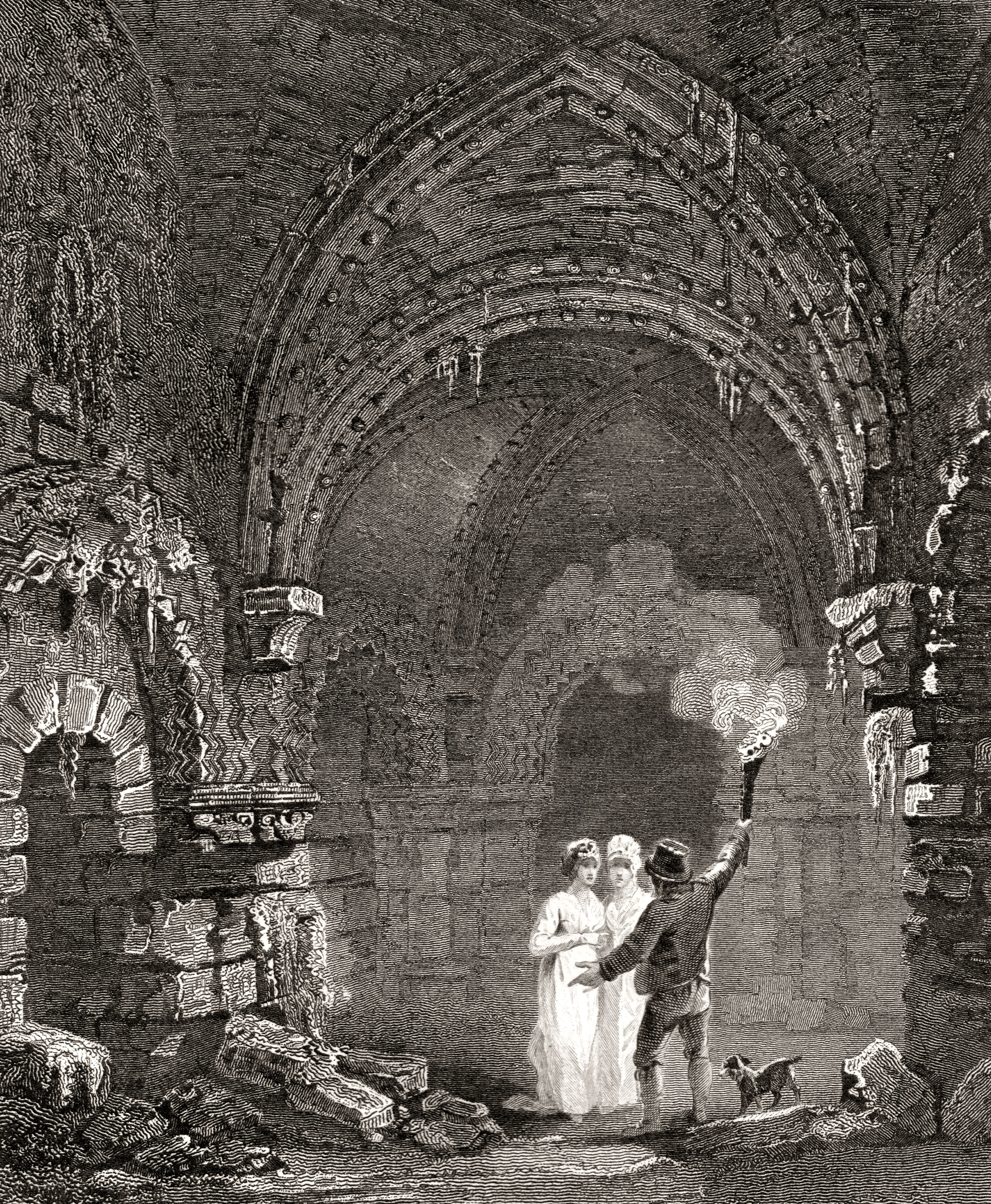
Das Innere der Burg im Jahre 1814

Von Turm und Wall der Motte ist heute keine Spur mehr erhalten. Heinrich II. ließ sie durch einen rechteckigen, steinernen Donjon ersetzen, der 1172–1177 zum Preis von £ 1444 errichtet wurde. Eine steinerne Vorburg in dreieckiger Form ersetzte die frühere aus Holz. Ein äußeres Torhaus – oder auch Barbakane –, das Black Gate, wurde 1247–1250, zur Zeit Heinrichs III., errichtet.
Ein weiterer Schutz für die Burg wurde Ende des 13. Jahrhunderts in Form einer steinernen Stadtmauer mit Türmen errichtet. Eigenartigerweise führte dieser zusätzliche Schutz für die Burg zur Vernachlässigung des Mauerwerks der Burg selbst. 1589, in der Zeit Elisabeths I., wurde die Burg als ruinös beschrieben. Ab dem Beginn des 17. Jahrhunderts verschlechterte sich die Situation weiter durch den Bau von Ladengeschäften und Wohnhäusern auf dem Anwesen.

## Englischer Bürgerkrieg
1643, im englischen Bürgerkrieg, ließ der royalistische Bürgermeister von Newcastle, Sir John Marley, den Donjon reparieren und vermutlich die Burg auch weiter befestigen. 1644 überschritt die schottische Armee die englische Grenze, um die Parlamentarier zu unterstützen. Schottische Truppen belagerten Newcastle drei Monate lang, bis sich die Garnison ergab. Die Stadtmauer wurde schwer beschädigt und die letzten royalistischen Truppen, die sich am 19. Oktober 1644 ergaben, beschädigten vor Übergabe auch den Donjon der Burg.
Vom 16. bis zum 18. Jahrhundert diente der Donjon als Gefängnis. Um 1800 gab es eine große Zahl von Häusern innerhalb der Burgmauern.

## 19. Jahrhundert

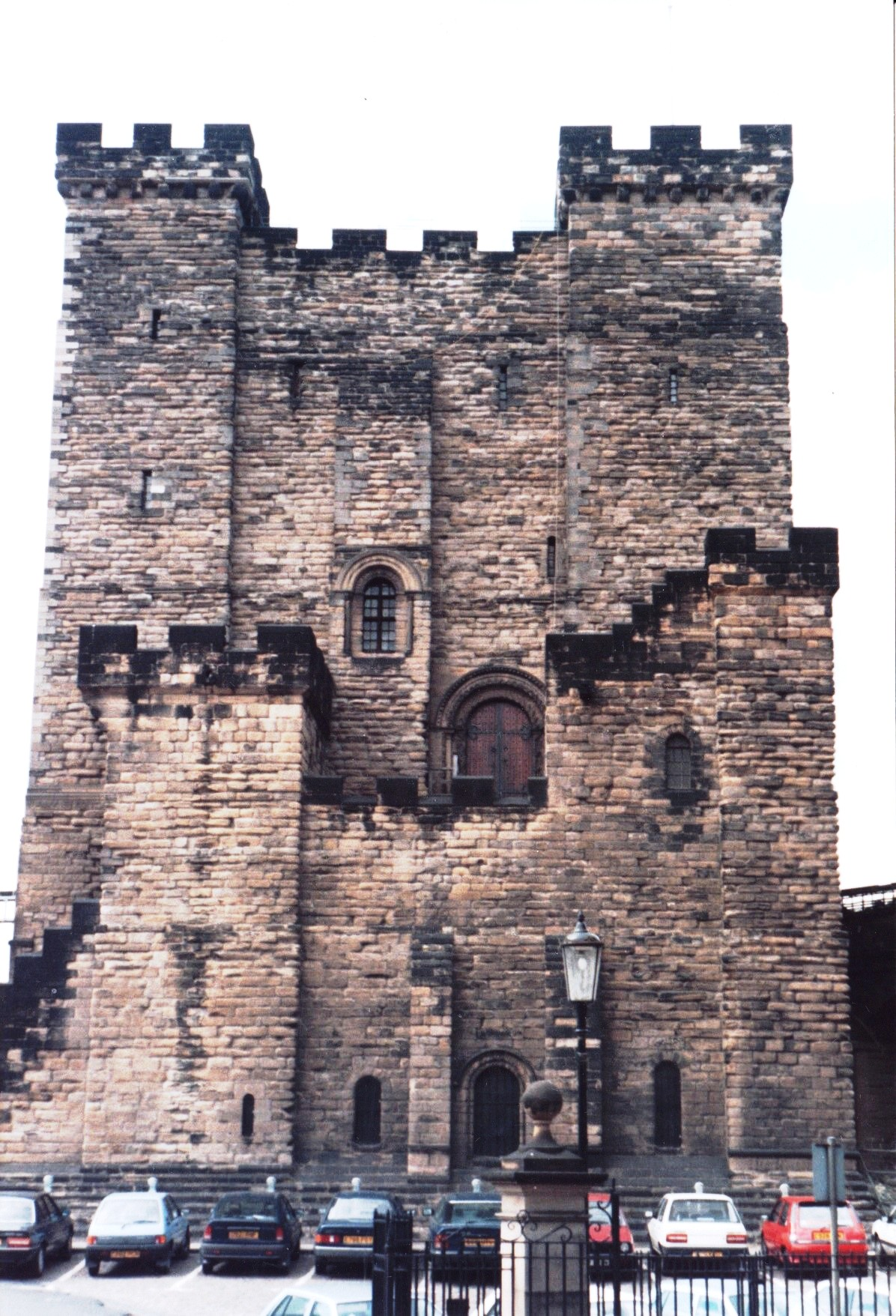
Der Donjon von Newcastle Castle 1991

1809 kaufte die Newcastle Corporation den Donjon und versah ihm mit einem Dach und Zinnen. Darüber hinaus wurden die privaten Wohnhäuser innerhalb der Burgmauern abgerissen. Der Donjon wurden in den Jahren 1810, 1812 und 1848 renoviert. Mitte des 19. Jahrhunderts führte die Führung der Eisenbahnstrecke über Newcastle upon Tyne zum Bau einer Brücke nördlich des Donjons, die den Burghof überspannte. Als Folge davon sind nur noch der Donjon und die Barbakane bis heute erhalten.

## 20. Jahrhundert
Der Donjon wurde von den 1960er- bis in die 1980er-Jahre restauriert. Man ersetzte bröckelnde Außenmauern und reinigte die Innenräume.

## Black Gate
Das Black Gate wurde dem Newcastle Castle zwischen 1247 und 1250 als zusätzliche Barbakane vor dem früheren nördlichen Torhaus der Burg hinzugefügt. Es bestand aus zwei Türmen und einem Durchgang dazwischen. Auf jeder Seite des Durchgangs gab es einen gewölbten Wachraum. Vorne (an der Westseite) war eine Zugbrücke angebracht und eine weitere hinten. Es gab auch ein Fallgatter, das man hochziehen und absenken konnte, um die Passage zu sperren.

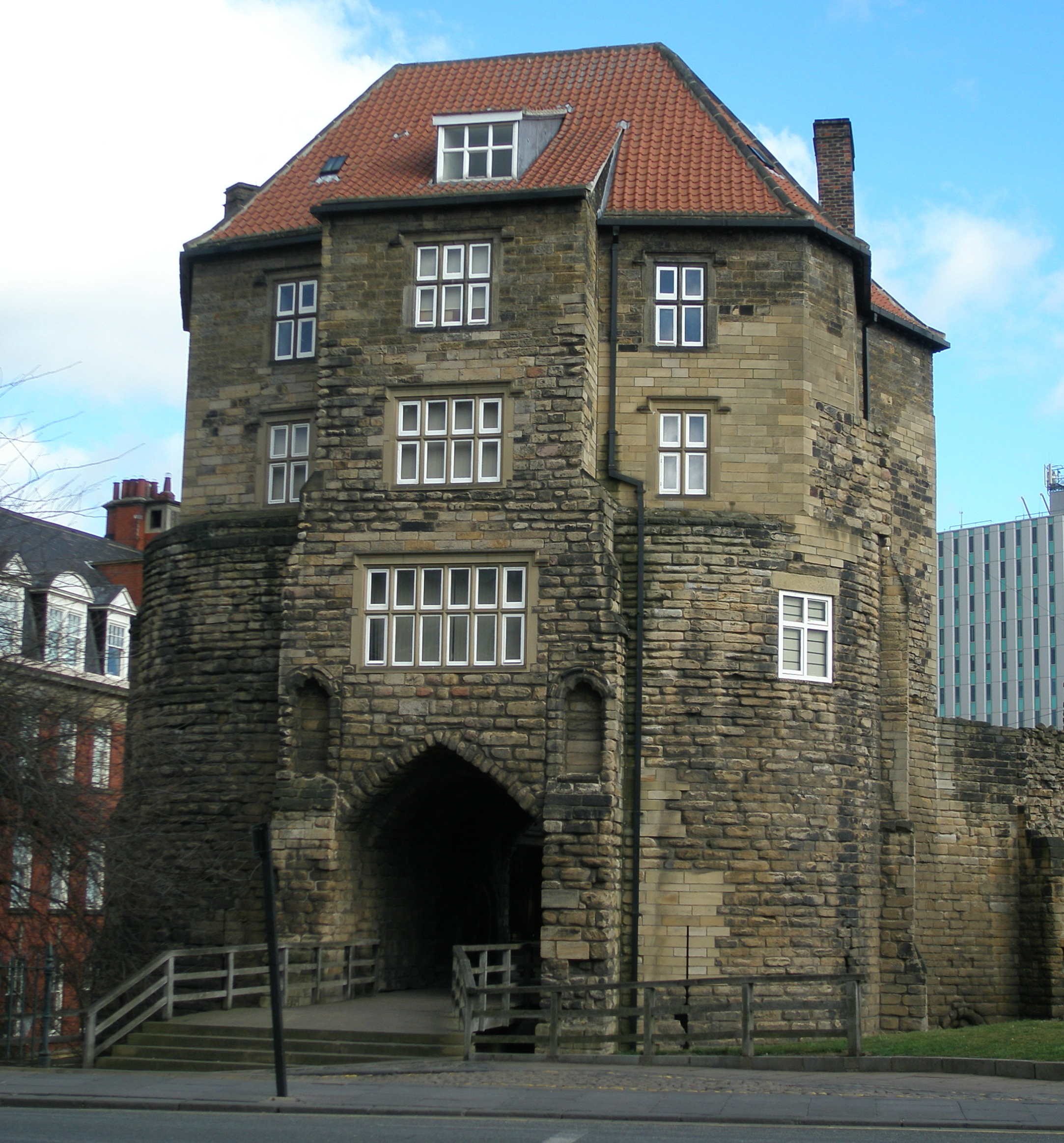
Black Gate von vorne

Das erste Gebäude dieser Art hatte wohl ein flaches Dach, aber 1618 verpachtete König Jakob I. das Torhaus an den Höfling Alexander Stephenson. Stephenson ließ das Torhaus grundlegend umbauen, wobei die oberen Stockwerke neu gestaltet wurden. Stephenson verpachtete das Black Gate dann an verschiedene Pächter weiter; einer davon war ein Kaufmann namens Patrick Black. Er verlieh dem Gebäude seinen Namen.
Später baute man Häuser an beiden Seiten der Passage entlang und ein Teil des Gebäudes wurde ein Pub. Anfang des 19. Jahrhunderts wurde Black Gate zum Wohnhaus für Arme; zeitweise hausten dort bis zu 60 Leute.
Black Gate wurde in den 1880er-Jahren an die Society of Antiquaries of Newcastle upon Tyne verpachtet, die es von 1883 bis 1885 umfangreich renovierten. Die Society ließ das oberste Stockwerk und ein mit Pech gestrichenes Dach anbringen. Sie hielt dort seitdem auch ihre regelmäßigen Mitgliederversammlungen ab. Die Zugbrücken wurden durch feste Holzbrücken ersetzt.

## Heute

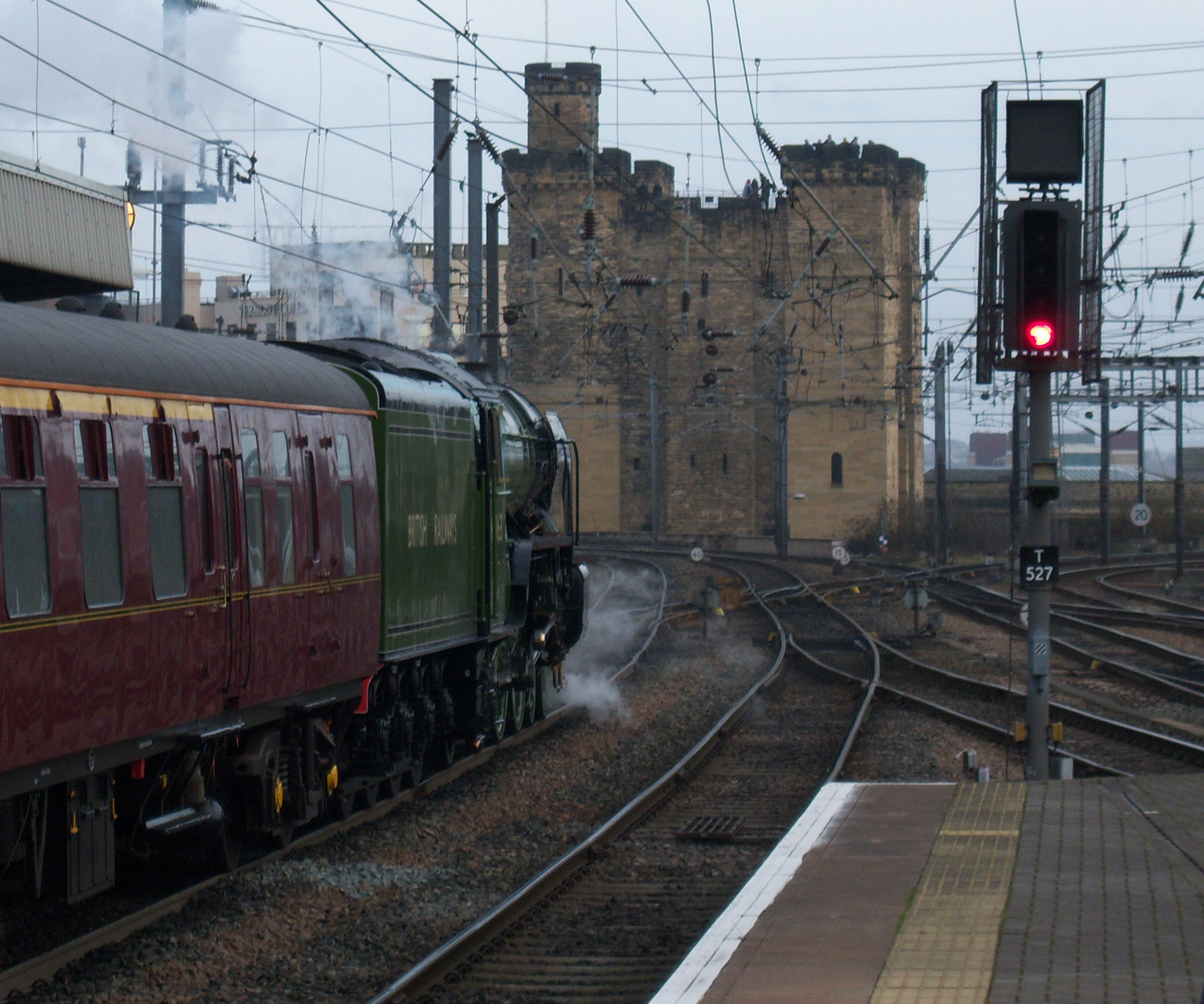
Der Donjon von einem Bahnsteig des Hauptbahnhofes aus. Eine nagelneue Dampflokomotive vom Typ 60163 „Tornado“ steht links.

Der Donjon ist als historisches Gebäude I. Grades gelistet, ebenso wie als Scheduled Monument. Es handelt sich dabei um ein fast quadratisches Gebäude mit einer Grundfläche von 19 m × 17 m und 25 m hoch. Der Eingang führt über eine Reihe von Treppen zum Obergeschoss und in den Rittersaal, mit 9,1 m × 7,3 m der größte Raum des Donjons. In das „Black Gate“ gelangte man über eine Zugbrücke, die über einen Graben führte. Eine Holzbrücke hat diese Zugbrücke inzwischen ersetzt. Das ursprüngliche Torhaus hatte ein Fallgatter, dessen Aufnahmen im Mauerwerk heute noch zu sehen sind. Der Donjon gehört heute der Stadtverwaltung von Newcastle upon Tyne und wird von der Society of Antiqaries of Newcastle upon Tyne, eine der ältesten Antiquarischen Gesellschaften der Welt, verwaltet.
Den Donjon kann man heute besuchen. An ihm vorbei führt die East-Coast-Hauptbahn. Von seinen Wehrgängen aus hat man einen guten Blick auf das Flussufer des Tyne, die Kathedrale und den Hauptbahnhof. Die Burg soll von Geistern heimgesucht werden und ist das Objekt vieler paranormaler Untersuchungen. Es kam in einer Folge der Fernsehserie Most Haunted vor.
Castle Keep und Black Gate wurden kürzlich vom Old Newcastle Project, einer Organisation, die vom „Lottery Heritage Fund“ unterstützt wird, restauriert. Die beiden Gebäude wurden am 21. März 2015 wieder eröffnet. Ziel war, sie als Sehenswürdigkeit und für Unterrichtszwecke komplett der Öffentlichkeit zugänglich zu machen.